# Somerhill House

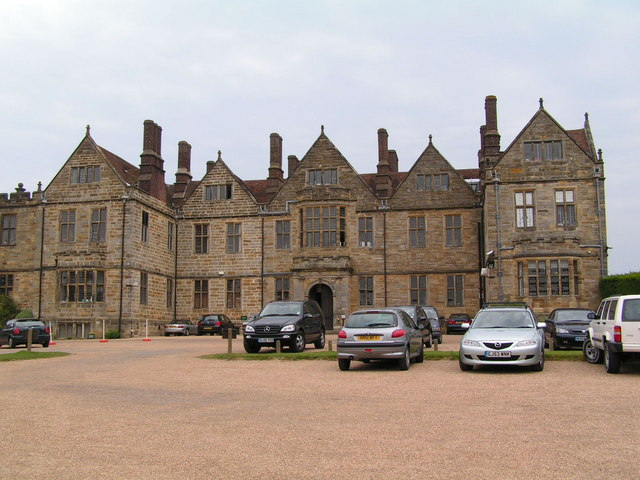
Somerhill House im Juni 2006

Somerhill House ist ein großes Landhaus etwa 2,5 km südlich von Tonbridge in der englischen Grafschaft Kent. Das Haus ließ Richard Burke, 4. Earl of Clanricarde, in den Jahren 1611–1613 im jakobinischen Stil erbauen. Das Anwesen wurde 1645 vom Parlament konfisziert und 1660 wieder an den rechtmäßigen Eigentümer zurückgegeben. Mitte des 18. Jahrhunderts verfiel das Gebäude, wurde aber später wieder restauriert. William Turner malte Somerhill House 1811. 1849 kaufte ein Mitglied der Familie Goldsmid das Anwesen und ließ es zwischen 1879 und 1897 umfangreich erweitern, sodass es zum zweitgrößten Landhaus in Kent nach dem Knole House in Sevenoaks wurde. Somerhill House ist als historisches Bauwerk I. Grades gelistet.
Im Zweiten Weltkrieg war in Somerhill ein Kriegsgefangenenlager mit der Nr. 40 untergebracht. Nach dem Krieg wohnten die D’Avigdor-Goldsmids dort und viele bekannte Persönlichkeiten statteten ihren Besuch ab. Die Familie verkaufte das Anwesen 1980 und es verfiel durch den Einfluss des Wetters und von Wandalen wieder. 1993 zogen The Schools at Somerhill ein und bis heute wird das Gebäude als Schule genutzt.

## Beschreibung
Somerhill House ist aus Sandstein gebaut. Dieser Stein enthält auch Spuren von Eisen, das ihm eine rötliche Färbung verleiht. Dieser Stein wird „Calverley Stone“ genannt. Das Haus hat einen Grundriss in H-Form, wobei der mittlere Strich des H die Eingangshalle ist. Die Hauptfassade zeigt nach Westen. Das Gebäude ist drei Stockwerke hoch und besitzt ein Souterrain. Die Hauptfassade hat fünf Giebel. Das Dach ruht auf einer A-förmigen Dachstuhlkonstruktion und ist mit kentischen Dachplatten belegt. Im Südflügel befindet sich die Bibliothek, mit 28 Metern Länge der zweitlängste Raum in Kent, nur noch übertroffen von der langen Galerie von Knole House in Sevenoaks. Die Haupttreppe befindet sich im Südflügel. Im Nordflügel befanden sich die Räume für die Dienerschaft und die Küche; das Wohnzimmer liegt dahinter.
Nach seinem Bau mass das Haus innen fast 30 Meter in der Tiefe. Die Eingangshalle ist 7 Meter × 14,3 Meter groß. Nördlich davon war ein 6,7 Meter × 7,6 Meter großer Salon. Das Speisezimmer, das rechts der Eingangshalle lag, maß 6,7 Meter × 10 Meter. Nach der Erweiterung bietet Somerhill House etwa 4600 m² Wohnfläche.
Das Haus zeigt den Übergang von der mittelalterlichen Architektur, in der die Eingangshalle der wichtigste Wohn- und Gastraum war, zur Moderne, in der die Halle zum Empfangsraum wurde. Somerhill House ist eines der frühesten Beispiele hierfür. Zur Zeit seines Baus war das Haus ein innovativer Entwurf.

## Geschichte

### 17. Jahrhundert
Das Gelände, auf dem Somerhill House errichtet wurde, gehörte einst zum Anwesen von South Frith, einer der beiden Rehparks in der Lowey of Tonbridge. Das Anwesen umfasste einmal 2600 Hektar. Das Landhaus, das an Stelle eines älteren Hauses errichtet und von John Thorpe geplant wurde, wurde zwischen 1611 und 1613 gebaut, Daten, die sich auf den bis heute erhaltenen, bleiernen Regenwasserspeichern befinden. Somerhill House wurde im Auftrag von Richard Burke, dem 4. Earl of Clanricarde, einem anglo-irischen Adligen, erbaut. Die Konstruktion basierte auf der der Villa Valmarana in Lisiera in Italien, die von Andrea Palladio entworfen wurde.
Lord Clanricarde starb 1636 und Somerhill House fiel an seinen Sohn, Ulick Burke, 5. Earl of Clanricarde, der 1646 zum 1. Marquess of Clanricarde erhoben wurde. Nach der Schlacht von Naseby 1645, wurde Somerhill House vom Parlament konfisziert und an Robert Devereux, 3. Earl of Essex, den Halbbruder des Marquess, übertragen. Nach dessen Tod im September 1646 übertrug das Parlament Somerhill House an John Bradshaw. John Evelyn, der Somerhill House am 29. Mai 1652 besuchte, beschrieb es als „auf einem hervorragenden Hügel liegend, mit einem Park, aber ohne irgendeine Besonderheit“.
Nach der Stuart-Restauration, durch die König Karl II. 1660 auf den englischen Thron kam, wurde das Landhaus an Margaret, Viscountess Muskerry, die Tochter des 1. Marquess Clanricarde, übertragen. Lady Muskerry hatte einen extravaganten Geschmack und verkaufte nach und nach den größten Teil der Ländereien von ‘’South Frith’’ an verschiedene Leute. Sie starb 1698 und Somerhill House fiel an ihren Sohn, ‘John Villiers’’, der sich selbst Earl of Buckingham nannte. Villiers verkaufte die Grundherrschaft von South Frith an einen gewissen ‚‘Dekins’’. Etwa 490 Hektar Ländereien wurden separat an Abraham Hill aus Sutton-at-Hone in Kent verkauft. Somerhill House selbst wurde an einen Kleinbauern verpachtet.

### 18. Jahrhundert
Dekins verkaufte Somerhill House an einen gewissen Cave, der es 1712 an John Woodgate aus Penshurst weiterverkaufte. John Woodgate lebte in dem Landhaus und nach seinem Tod fiel es an seinen Sohn ‘’Henry Woodgate’’, der bis 1769 dort lebte und dann bis zu seinem Tod 1787 in der Stadt Tonbridge. Am 5. August 1752 besuchte Horace Walpole, 4. Earl of Orford, das Haus und beschrieb dessen Lage als „über einer weiten Landschaft, wunderschön bewaldet und mit einer großen Anzahl großer, alter Bäume zu seinem Schutz“. 1766 war Somerhill House in einem „ruinösen“ Zustand. Es soll das gesamte, verbleibende Jahrhundert in diesem Zustand bleiben. 1787 fiel das Anwesen an William Woodgate, Henry Woodgates Neffe, der ebenfalls in Somerhill lebte. William Woodgate war einer der drei Partner, die 1792 The Tonbridge Bank gründeten.

### 19. Jahrhundert
Im Frühjahr 1810 fertigte William Turner eine Zeichnung von Somerhill House an und malte es dann 1811 für Woodgate, wobei er einen Blick über den See auf das Grundstück mit dem Haus in der Ferne wählte. Das Gemälde, das 1811 in der Royal Academy of Arts ausgestellt war, befindet sich heute in den National Galleries of Scotland und das Skizzenbuch, das seine früheren Zeichnungen enthält, ist in der Tate Gallery.
Nach dem Ende der Koalitionskriege und der folgenden, landwirtschaftlichen Depression in Verbindung mit dem Zusammenbruch von ‘’The Tonbridge Bank’’ 1812 wurde Woodbridge 1816 bankrott erklärt. In diesem Jahr bot Woodbridge dem Duke of Wellington Somerhill House zum Verkauf an. Dieser lehnte ab, da die Parforcejagd für seinen Geschmack nicht gut genug war. Im November 1819 kaufte der Parlamentsabgeordnete James Alexander (1769–1848) das Anwesen von den Nachfahren von William Woodgate. Bis 1830 wurde Somerhill House grundlegend repariert und neue landschaftsgärtnerische Arbeiten durchgeführt. 1832 wurde Anthony Salvin engagiert, um Verbesserungen an dem Haus durchzuführen, aber unter Beibehaltung des ursprünglichen Stils. Im harten Winter 1835/1836 konnte man vier Wochen lang auf dem See in Somerhill eislaufen.
1842 wurde die Abtei Tonbridge abgerissen, um für den Bau des ersten Bahnhofes Platz zu schaffen. Alexander kaufte einen Steinsarg aus der Abtei und ließ ihn nach Somerhill bringen, wo man ihn heute noch sehen kann. 1849 kaufte Sir Isaac Lyon Goldsmid das Anwesen und vererbte es 1859 an seinen Sohn Frederick.
Der See in Somerhill, den Turner 1811 gemalt hatte, diente als Quelle für Eis für das Haus, als Tränke für das Vieh des Anwesens und als Kahnfahrt. Der See wurde durch den Calverley Steam gespeist, der über das Anwesen von Somerhill floss. 1860 wurde dieser Bach durch Abwasser verschmutzt, das bachaufwärts aus einer Kläranlage der Tunbridge Wells Improvement Commissioners abgegeben wurde, was das Seewasser unbrauchbar machte. Frederick Goldsmid versuchte, die Kommissare von der Verschmutzung des Baches abzuhalten, aber diese weigerten sich, zu handeln, und die Situation verschlimmerte sich. Schließlich verklagte Goldsmid die Kommissare 1865. Sie wiesen jede Verantwortung von sich und gaben an, die Verschmutzung stamme nicht von ihrer Kläranlage, sondern von einem Bauernhof weiter unten am Bach. Das Gericht wies ihre Einlassung zurück und entschied für Goldsmid.
1866 fiel Somerhill House an Frederick Goldsmids Sohn, Sir Julian Goldsmid. Julian Goldsmid führte das Haus etwas näher an seinen ursprünglichen Bauzustand zurück. 1879 wurde das Landhaus erweitert, weil Goldsmids große Familie mehr Raum benötigte – er hatte acht Töchter. Der Stallhof wurde zu dieser Zeit errichtet; das Baujahr 1879 ist in den Regenwasserspeiern eingegossen. Die Bauarbeiten dauerten bis 1897 an. Die Erweiterung machte Somerhill House zum zweitgrößten Landhaus in Kent, nur noch übertroffen von Knole House in Sevenoaks. Das Haus bedeckt eine Fläche von 1 Hektar.
Ein Gespenst in Form einer Dame in weiß soll im von Julian Goldsmid beauftragten Treppenhaus im viktorianischen Teil des Hauses umgehen. Die D’Avigdor-Goldsmids erlaubten den Leuten, mit ihren Wagen über das Grundstück von Somerhill zu fahren, auch wenn das Haus selbst nicht öffentlich zugänglich war. Julian Goldsmid starb 1896 und Somerhill House fiel an Sir Osmond d’Avigdor-Goldsmid.

### 20. Jahrhundert

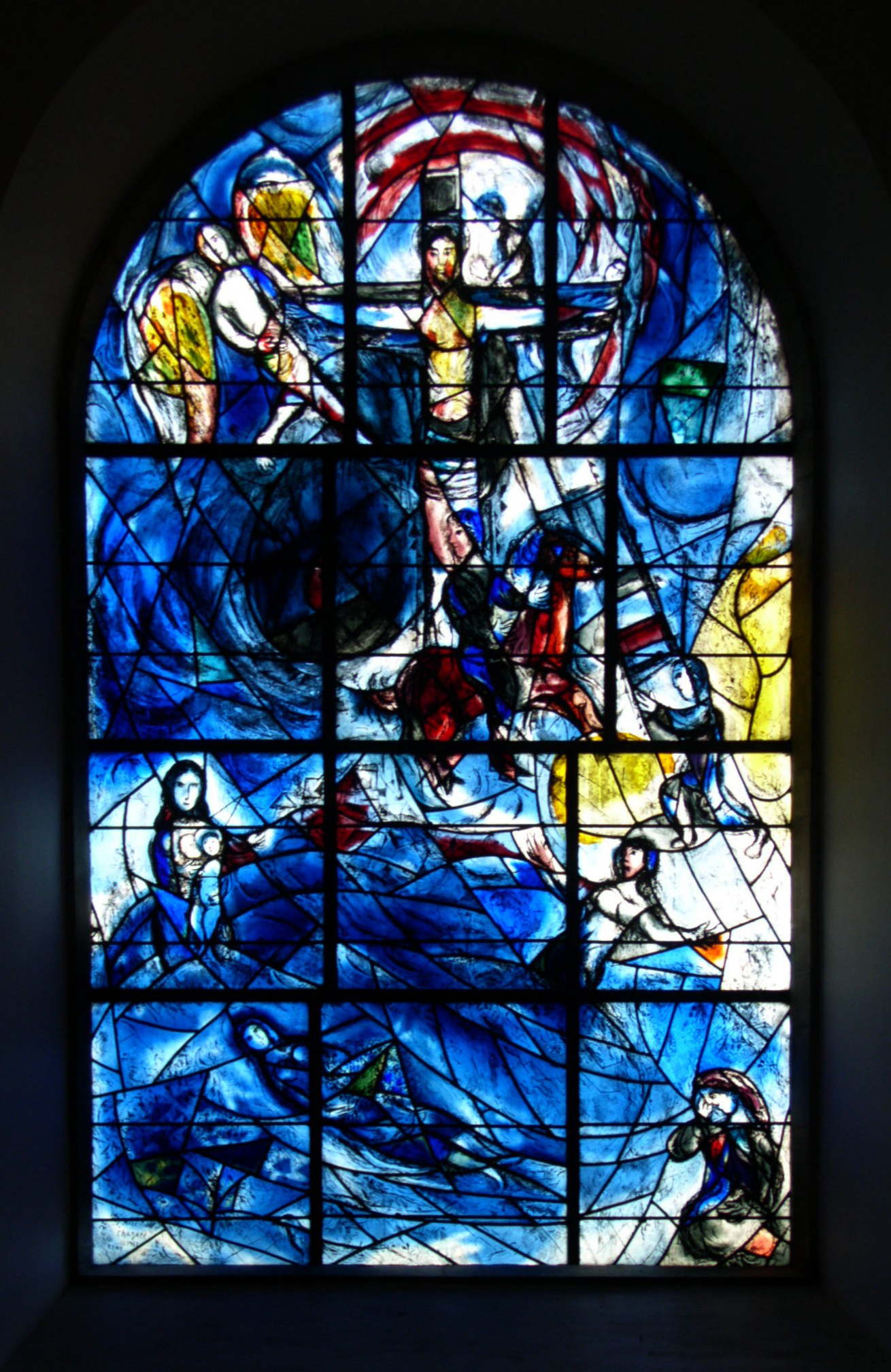
Buntglasfenster in der Allerheiligenkirche von Tudeley. Das von Marc Chagall geschaffene Fenster erinnert an Sarah d’Avigdor-Goldsmid, die 1963 bei einem Bootsunfall ertrank

1912 fand ein Armeelager auf dem Gelände von Somerhill statt. Die Soldaten wurden in Glockenzelten untergebracht. Nach dem Tod von Sir Osmond fiel das Anwesen an Sir Henry d’Avigdor-Goldsmid. Im Zweiten Weltkrieg gab es ein Kriegsgefangenenlager im Somerhill, Nr. 40. Unter den dort untergebrachten Gefangenen waren viele Italiener. Die Armee nutzte Somerhill von 1940 bis 1949. Hausbesetzer beanspruchten die über 40 Hütten 1948; sie wurden vom damaligen Unteroffizier vom Dienst eingesperrt.
Nach dem Krieg gab es in dem Haus viel verschwenderische Unterhaltung. Lady Rosemary d’Avigdor-Goldsmid verwandelte es in ein Hotel, „nur, dass die Gäste nicht zahlten!“ Unter den illustren Gästen waren John Betjeman, Hugh Casson, David Niven und Enoch Powell. Somerhill House wurde am 20. Oktober 1954 von English Heritage als historisches Bauwerk I. Grades gelistet. Am 19. September 1963 ertrank die Tochter Sarah der D’Avigdor-Goldsmids bei einem Unfall, der vor der Küste von Rye in East Sussex geschah. Der Künstler Marc Chagall wurde mit der Schaffung eines Buntglasfensters für die Allerheiligenkirche in Tudeley zur Erinnerung an sie beauftragt.
1976 fiel Somerhill House an Sir Henrys überlebende Tochter Chloe, die auf der Hadlow Place Farm in Hadlow lebte. Sie verkaufte das Anwesen 1981 und in den folgenden acht Jahren wurde es noch dreimal weiterverkauft. Am 23. und 24. Juni 1981 verkaufte Sotheby’s den Inhalt des Hauses. Somerhill House wurde im Mai 1984 zu einem Preis von über £ 1.500.000 angeboten. Käufer des Hauses waren Mr und Mrs ‘’Watts’’, die es für Hochzeitsfeste u. ä. nutzten. Anfang 1988 wurde das Landhaus mit Hilfe von English Heritage umfassend restauriert. Die Arbeiten führte die Firma R. Durtnell & Sons aus Brasted durch, die ihr 400-jähriges Bestehen 1991 mit einem Fest auf Somerhill House feierten, als die Renovierung beendet war. Als Architekten begleiteten die Herren Fielden und Mawson die Restaurierung.
1993 zogen The Schools at Somerhill in Somerhill House ein; sie waren vorher in Tunbridge Wells ansässig. Diese Einrichtung umfasst drei Schulen an einem Ort: Somerhill Pre-Prep ist für Jungen und Mädchen von 3–6 Jahren. Derwent Lodge ist für Mädchen von 6–11 Jahren und Yardley Court ist für Jungen von 6–13 Jahren. 1998 wurden die Räume im Dachgeschoss als Klassen- und Kunsträume umgebaut. Ein früherer Getreidespeicher wurde auch in Klassenräume umgestaltet, während einige Ställe in Werkstätten umfunktioniert wurden. Im selben Jahr ließ die Gemeindeverwaltung von Tunbridge Wells, in deren Zuständigkeitsgebiet Somerhill fällt, eine Brücke über den See von Somerhill in das ‘’Buioldings-at-Risk’’-Register aufnehmen. Im Jahre 2000 wurde das zentrale Verbindungsgebäude zwischen dem ehemaligen Stallhof und dem heutigen Stallhof zu Kosten von £ 720.000
wieder nutzbar gemacht, um Platz für die Somerhill Pre-Prep und Verwaltungsbüros zu schaffen. Im selben Jahr wurde eine Genehmigung zum Bau einer Sporthalle auf der Top Sports Terrace erteilt.

### 21. Jahrhundert
Das wieder nutzbar gemachte, zentrale Verbindungsgebäude wurde im Januar 2001 eröffnet. Die neue Sporthalle wurde 2002 zum Preis von £ 1.400.000 fertiggestellt. Ein Kunstrasenfeld wurde 2003 hinzugefügt. 2004 wurde die Brücke über den See für £ 170.000 repariert, wozu die Gemeindeverwaltung von Tunbridge Wells einen Zuschuss von £ 32.000 beisteuerte. 2006 wurde die Baugenehmigung zum Umbau des eingefriedeten Gartens in einen Speisesaal und ein Hallenbad erteilt. Die Arbeiten begannen im Folgejahr und wurden im Januar 2009 fertiggestellt. Das Gebäude mit Speisesaal und Hallenbad erhielt 2009 einen Gestaltungspreis von der Tonbridge Civic Society. Durch den Schulbetrieb ist Somerhill normalerweise nicht öffentlich zugänglich. Als Teil der Heritage Open Days wurde es 2006 aber geöffnet, ebenso 2010. Das Grundstück von Somerhill House ist 62 Hektar groß.

## Als historisch wertvoll gelistete Gebäude
Die unten stehende Tafel zeigt die verschiedenen als historisch wertvoll gelisteten Gebäude auf dem Gelände von Somerhill House:
| Beschreibung                  | Grad | Datum der Listung | Foto |
| ----------------------------- | ---- | ----------------- | ---- |
| Somerhill House               | I.   | 20. Oktober 1954. |      |
| Brücke über den See           | II.  | 24. August 1990.  |      |
| Bauernhof am See              | II.  | 24. August 1990.  |      |
| Terrassenmauern und Grabenweg | II.  | 24. August 1990.  |      |